# Miniere di carbone dello Zollverein
Le miniere di carbone dello Zollverein sono un sito industriale di importanza storica che si trova nei pressi di Essen, nel Land della Renania Settentrionale-Vestfalia, in Germania. Nel 2001 è stato inserito nell'elenco dei Patrimoni dell'umanità dell'UNESCO.
Nel corso del XIX e XX secolo qui si sviluppò un importante centro legato all'industria estrattiva e alla lavorazione del carbone e il sito riveste una notevole importanza per quanto riguarda l'ascesa ed il declino di questo tipo di industrie nell'Europa centrale. Tra il 1957 e il 1961 venne eretta la struttura utilizzata per la lavorazione della materia prima, legata al pozzo numero 12: all'epoca essa era la più moderna del continente, con una capacità di raffinazione di 10.000 tonnellate al giorno. Il 30 giugno del 1993 l'industria venne chiusa, in seguito alla crisi dell'acciaio e alla conseguente crisi del mondo del carbone.